# Walter Bauer (trädgårdsarkitekt)

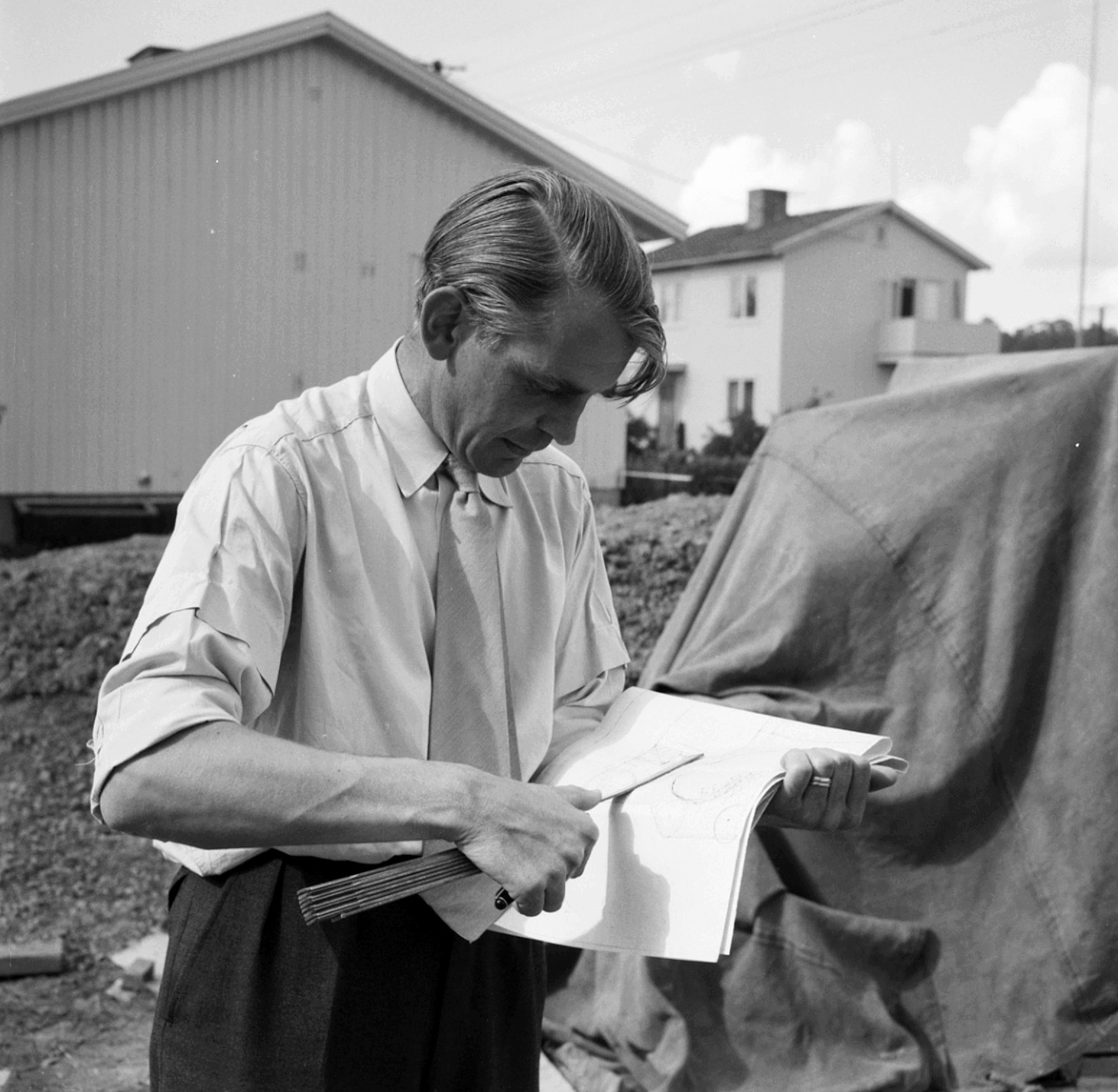
Walter Bauer i Skönstaholm 1954.

Anders Walter Bauer, född 9 mars 1912 i Halmstad, död 17 maj 1994, var en svensk trädgårdsarkitekt och tecknare.

## Biografi
Walter Bauer studerade teckning vid Slöjdföreningens skola i Göteborg samt under studieresor till bland annat Österrike, Storbritannien, Irland och Danmark. Han medverkade i utställningen Unga tecknare på Nationalmuseum 1947. Han arbetade ett antal år vid Stockholms stads parkförvaltning och öppnade därefter eget arkitektkontor 1946. Han har undervisat på Kungliga Konstakademien i Stockholm. Mellan 1942 och 1957 hade han samarbete med landskapsarkitekten Eric Anjou.
Walter Bauer har återuppbyggt ett antal historiska parker och trädgårdar, till exempel Drottningholms slott (1950–1969), Forsmarks bruk (1962–1978), parken vid Gunnebo slott, Botaniska trädgården, Uppsala och Tessinska palatsets trädgård (1965). Vid sidan av arbetet som trädgårdsarkitekt var han verksam som illustratör i Dagens Nyheter. Han hade ett nära samarbete med Lidingö stad och har ritat många av Lidingös offentliga parker, grönytor och torg. Han var själv bosatt i radhusområdet Hersby Gärde på Lidingö.
Han tilldelades Prins Eugen-medaljen 1984.
Walter Bauer var gift med konstnären Lisa Bauer, som illustrerade flera böcker av Walter Bauer. Han var far till Lena Boije och Martin Bauer. Makarna Bauer är begravda på Lidingö kyrkogård.

## Verk i urval
- Danviksparken på Danviksklippan, 1940–1945 [1]
- Restaurering av Gunnebo slotts slottsträdgård, 1949
- Kottla gårds trädgård, 1950-tal
- Radhusområdet Hersby Gärde, Lidingö, 1948-1954
- Atlantisområdet, Vällingby, 1954
- Skönstaholm, 1954
- Sundbyholms slott, restaurering av trädgårdsanläggningen, 1954
- Planteringar vid Ersta Diakonianstalt, 1958–1968
- Hötorgscitys takträdgårdar, 1960-tal (numera rivna)
- Radiohusparken, 1960-tal
- Örtagården på Skansen, 1964
- Parken vid Landstingshuset i Stockholm, i början av 1970-talet
- Parken vid Skogshem & Wijk, Lidingö, 1958 respektive 1969
- Parken vid Elfviks gård, Lidingö
- Parken vid Mölna gård, Lidingö
- Parken på Södergarn, Lidingö

### Bilder, verk i urval

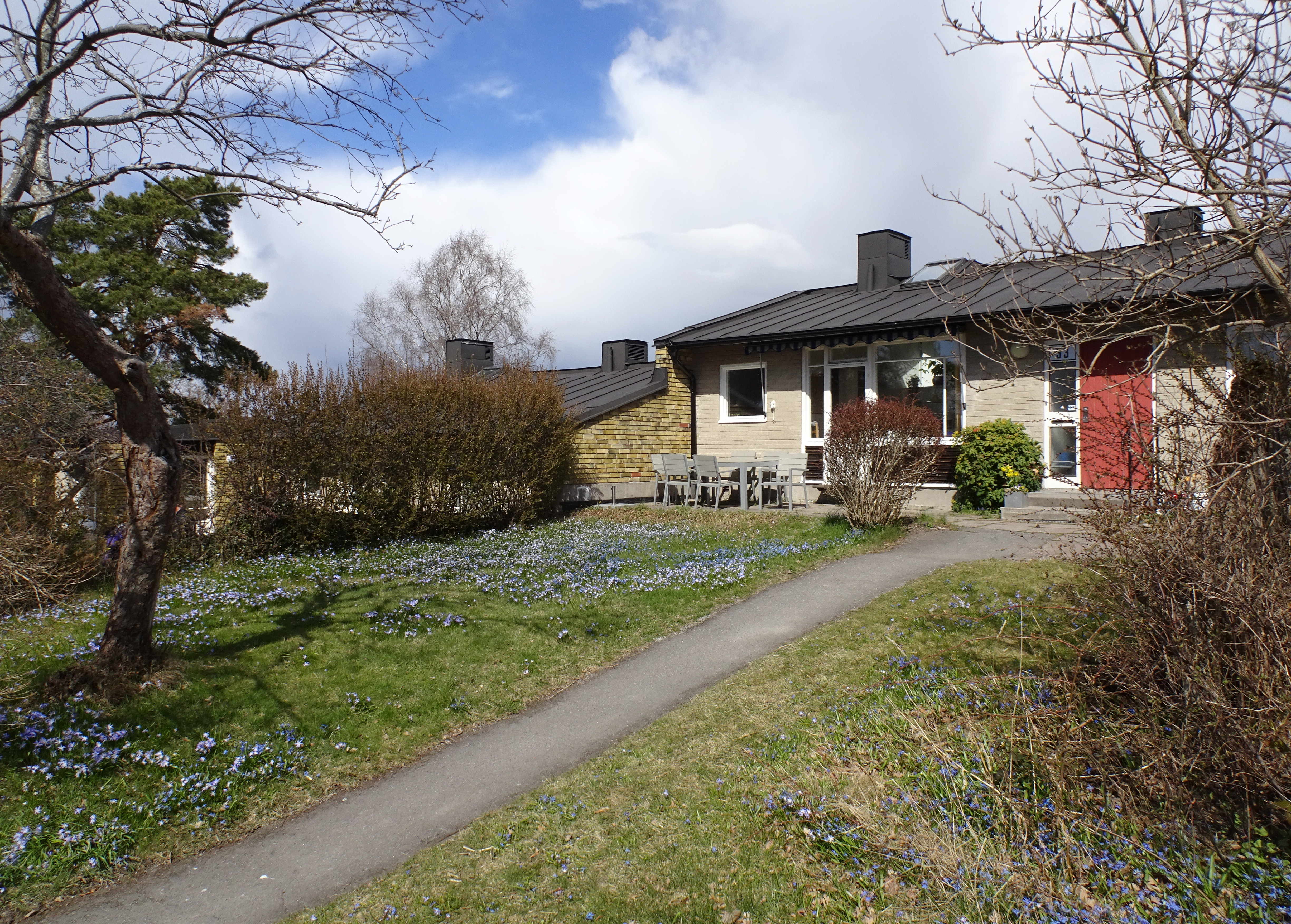
Landskaps- och trädgårdsgestaltning i Atlantisområdet.
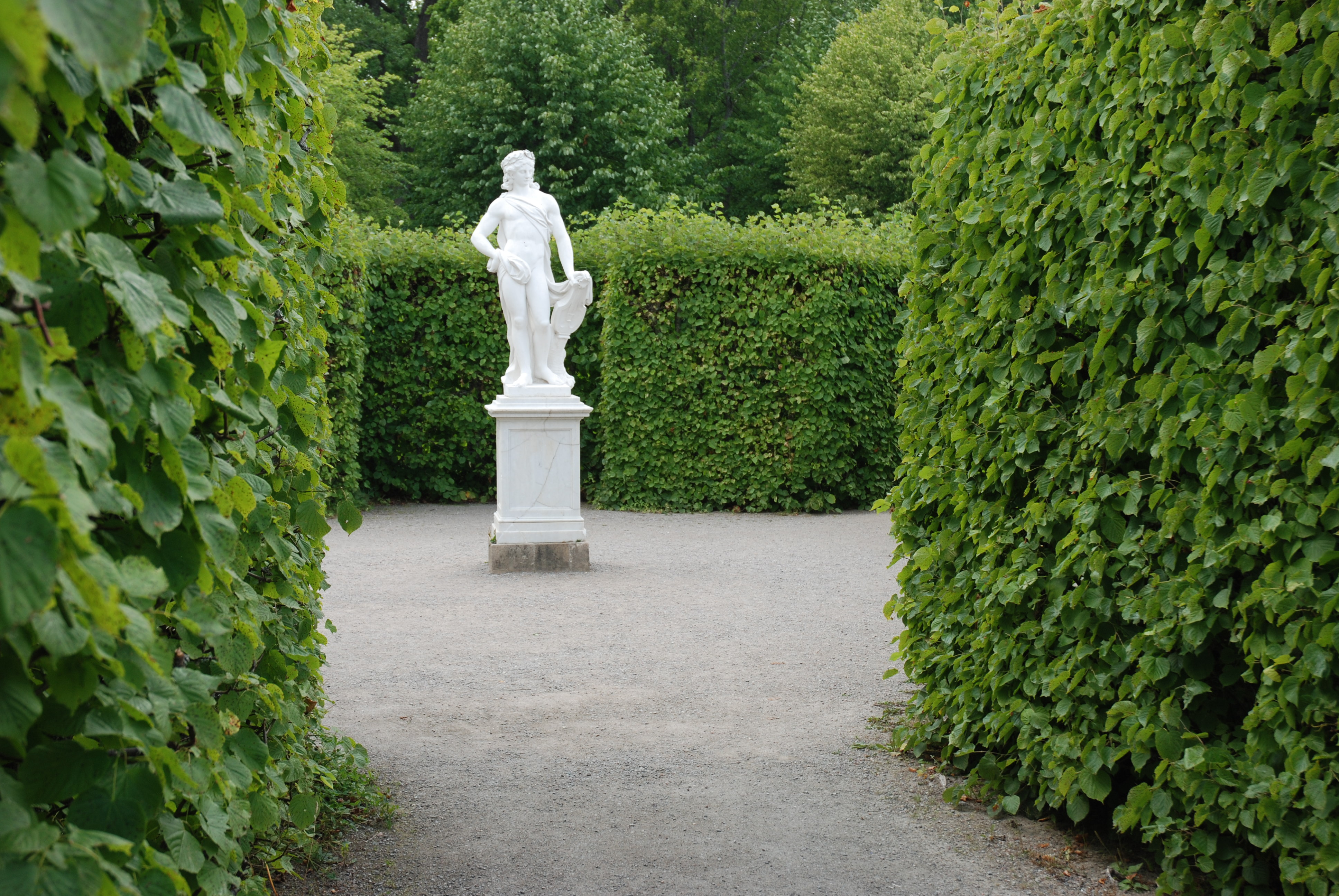
Apollo med lyra i en av de av Walter Bauer restaurerade boskéerna i Drottningholms slottspark.
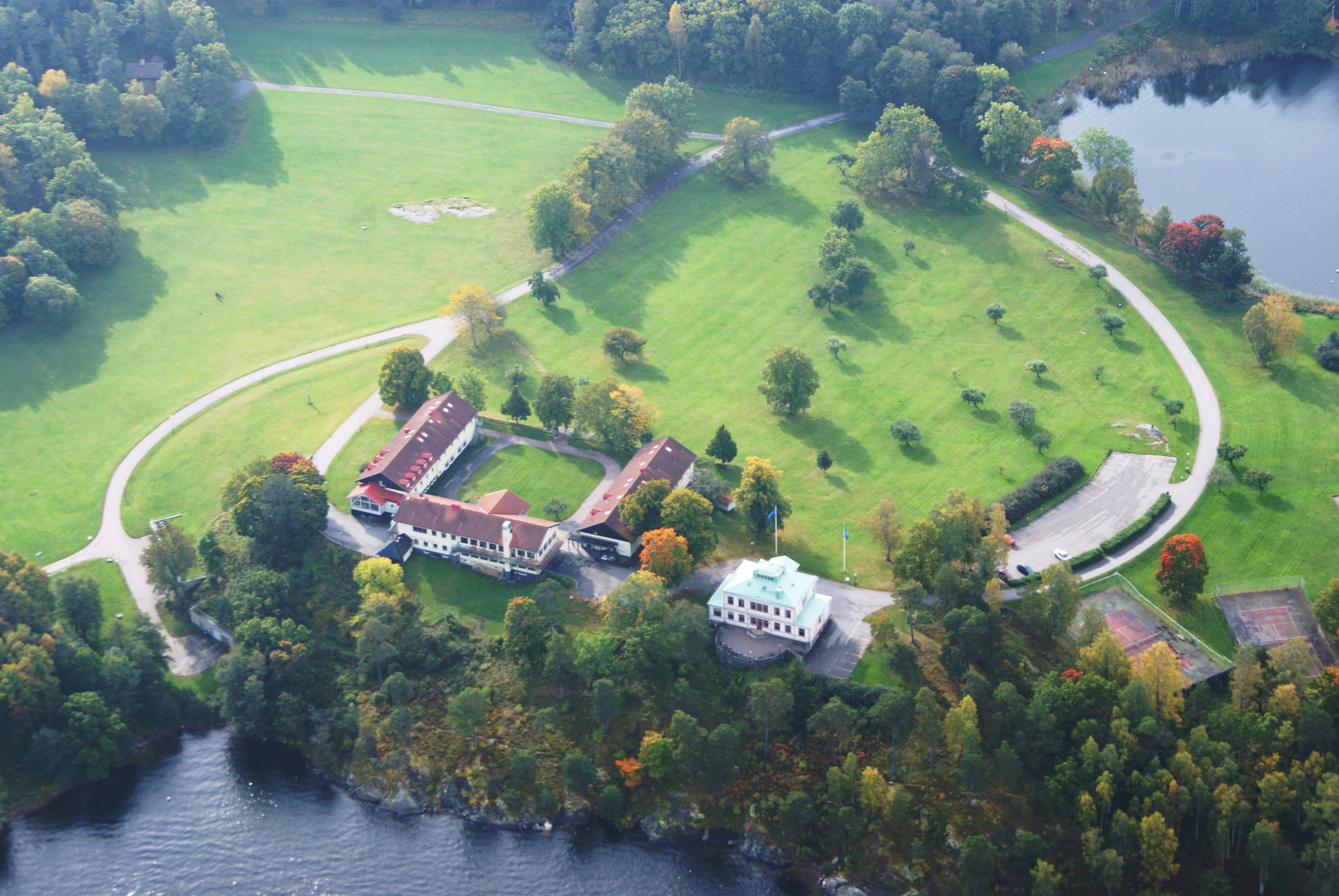
Södergarns park, Lidingö.
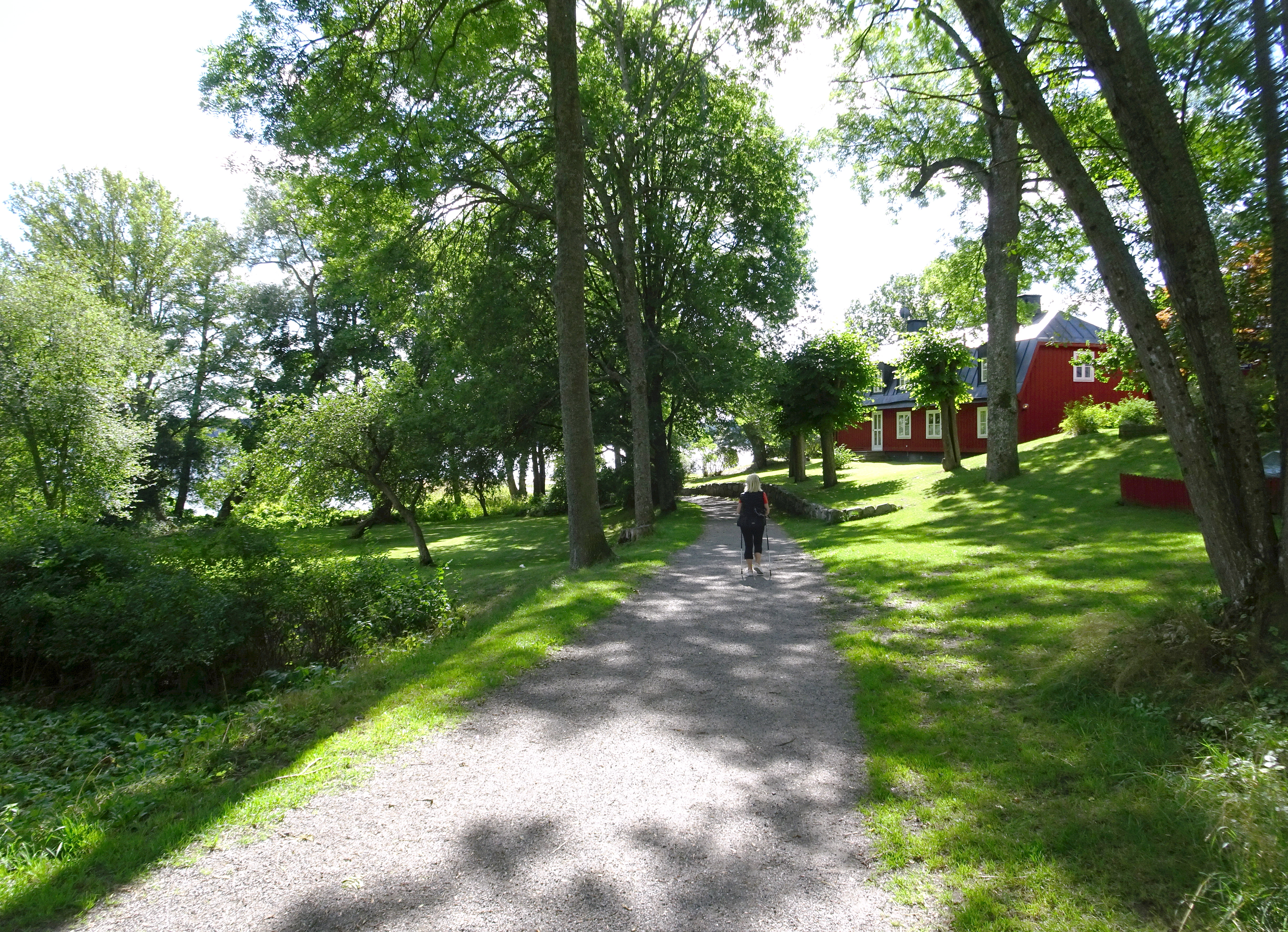
Mölna gårds park, Lidingö.